# Escuela Superior Latinoamericana de Informática
La Escuela Superior Latinoamericana de Informática (ESLAI) (1986-1990) fue una escuela de pregrado en Ciencias de la Computación en la Argentina. Las clases se daban en una antigua casa de campo en el Parque Pereyra Iraola, que se encuentra a aproximadamente 40 km de Buenos Aires.
Manuel Sadosky fue uno de sus principales fundadores. A pesar de su corta vida, tuvo un impacto considerable en la enseñanza de la informática, la investigación y la industria en Argentina y América del Sur. A los cursos de la ESLAI asistieron estudiantes de varios países de habla española de América del Sur (Argentina, Uruguay, Paraguay, Bolivia, Perú, Ecuador, Colombia y Venezuela). Todos los estudiantes tenían una beca completa y el proceso de admisión fue aprobado por el 15% de los solicitantes, siguiendo los lineamientos del Instituto Balseiro.
La ESLAI había establecido programas de cooperación con  universidades extranjeras en toda América, así como en Europa. Esas cooperaciones patrocinaron visitas importantes a la escuela, tales como Alberto Oscar Mendelzon, Abrial Jean-Raymond, Ugo Montanari, Carlo Ghezzi y Giorgio Ausiello, y permitían a sus estudiantes a asistir a posgrados en dichas instituciones.
Tuvo una orientación clara hacia los aspectos teóricos de las ciencias de la computación (por ejemploc cálculo lambda , verificación formal de programas, la teoría de tipos de Martin-Löf, entre otros), con una notable influencia europea. Sus egresados, sin embargo, se destacaron también en la aplicación de los aspectos prácticos de la disciplina. La ESLAI como institución no llegó a desarrollar una red de relaciones con empresas locales, que en una economía emergente como la Argentina es fundamental para participar de problemas más prácticos. Sin apoyo financiero, la ESLAI fue cerrada durante la primera presidencia de Carlos Menem en septiembre de 1990. Algunos de sus egresados continuaron sus carreras cursando postgrados en el exterior. Mientras algunos retornaron a sus respectivos países otros no lo hicieron, pero mantuvieron lazos con la incipiente industria y el mundo académico de sus respectivos países, contribuyendo a elevar el nivel de desarrollo de la disciplina y la industria Informática en los distintos ámbitos geográficos. 

## Primera cohorte, 1988
La primera cohorte se recibe en el año 1988 bajo la presidencia de Raúl Alfonsín.
De izquierda a derecha: Cristóbal Pedregal-Martin, Sergio Cutrera, Sonia Cairoli (Secretaria Académica), Daniel Mazzuca, Armando Haeberer (Director Adjunto), Carlos Blanco, Esteban Feuerstein, Rebeca Guber, Luis Mandel, Héctor Collares, Victoria Cengarle, Viviana Catz, Carolina Lavatelli, Raúl Alfonsín, Manuel Sadosky, Arlette Chacin, Delia Kesner, Jorge Vidart (Director), Maribel Fernández, Sergio di Gerónimo, Claudio Hermida, Nora Szasz, Verónica Gaspes, Cecilia Zanni, Daniel Yankelevich, Isabel Cajias, Pablo Miguel Elustondo, Carina Bendrame, Alicia di Sarno, Sylvia Daiqui y Miguel Felder. También participaron: Martín Musicante, Diego Loyola, Mónica Aleixo y Carlos Arias.